# Peter Eriksson
Lars-Johan Peter Eriksson (født 3. august 1958) er en svensk politiker. Han er talsperson for Miljöpartiet de Gröna i Sverige. Han blev indvalgt i Riksdagen fra Östergötlands län i 2002. Han blev også indvalgt i Riksdagen fra 1994 til 1998.

## eksterne henvisninger
- Wikimedia Commons har flere filer relateret til Peter Eriksson
- officielt websted (Webside ikke længere tilgængelig)